# 釜山鎮区

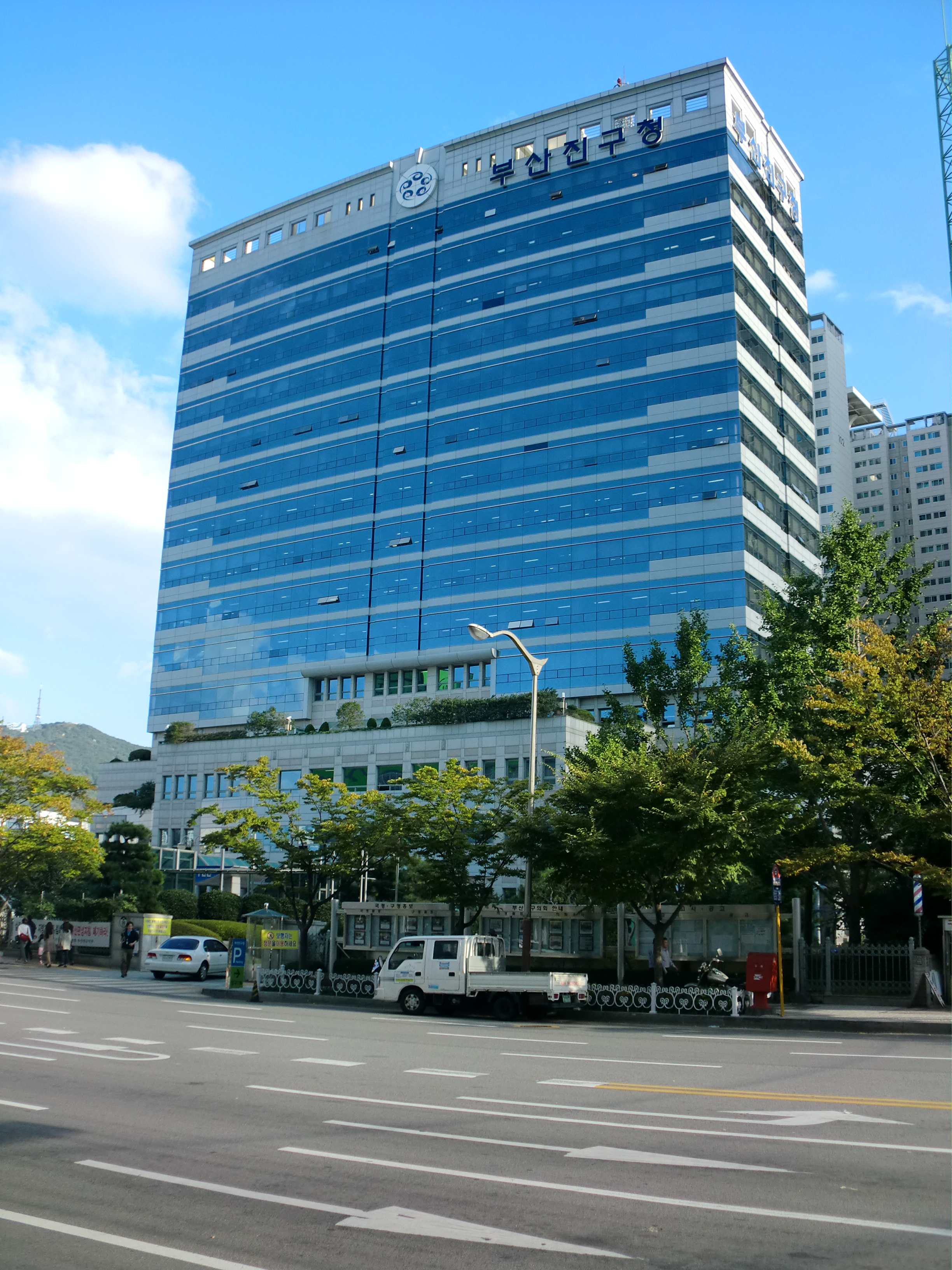
釜山鎮区庁

釜山鎮区（プサンジンく）は、大韓民国釜山広域市の中部に位置する区。繁華街西面を擁する。
区名は朝鮮王朝時代に置かれた釜山鎮城に由来するが、釜山鎮城跡や釜山鎮駅、釜山鎮市場、釜山鎮消防署は本区ではなく東区に属する。

## 地理
北部・南西部・東南部と山に囲まれている。南側で西区・東区・南区に隣接、東側で蓮堤区、西側で沙上区と隣り合い、北側に山を隔てて北区・東萊区がある。
本区南西の山塊は釜山港背後の九徳山に連なっており、釜山中心部は山と海に挟まれた地形になっている。本区は釜山中心部から北に向かう際の出入り口に当たり、市内・市外の交通の要衝である。市外から釜山に向かう鉄道（京釜線）や高架道路は、山塊を避けるように本区内を迂回しながら通過している。

## 歴史
1914年に釜山府が設置された際、本区の区域は府外とされ東莱郡に属したが、1936年に府内に編入された。

### 年表
- 1914年4月1日 - 東萊郡西面が成立。
- 1936年4月1日 - 東萊郡西面が釜山府に編入。釜山鎮出張所が設置される。
- 1949年8月15日 - 釜山府、釜山市に改称。
- 1957年1月1日 - 釜山市釜田洞・凡田洞・蓮池洞・草邑洞・楊亭洞・田浦洞・釜岩洞・堂甘洞・開琴洞・伽倻洞・大淵洞・龍湖洞・戡蛮洞・牛岩洞・龍塘洞・門峴洞および凡一洞の一部の地域をもって、釜山市釜山鎮区を設置。
- 1963年1月1日 - 釜山市が釜山直轄市となる。釜山直轄市釜山鎮区となる。
  - 慶尚南道東莱郡亀浦邑・沙上面を編入。
- 1975年10月1日 - 大淵洞・龍湖洞・龍塘洞・戡蛮洞・牛岩洞・門峴洞が南区に編入。
- 1978年2月15日 
  - 鶴章洞の一部が西区に編入。
  - 亀浦洞・金谷洞・華明洞・徳川洞・万徳洞・徳浦洞・三楽洞・毛羅洞・掛法洞・甘田洞・周礼洞・鶴章洞・厳弓洞が新設の北区の一部となる。
- 1995年1月1日 - 釜山直轄市が釜山広域市になる(釜山広域市釜山鎮区)。

## 行政

行政区域図

23行政洞（11法定洞）からなる。区庁は西面に近い釜田1洞にある。
| 行政洞    | 法定洞                 |
| --------- | ---------------------- |
| 釜田第1洞 | 釜田洞、凡田洞、蓮池洞 |
| 釜田第2洞 | 釜田洞、凡田洞         |
| 蓮池洞    | 蓮池洞、草邑洞         |
| 草邑洞    | 草邑洞                 |
| 楊亭第1洞 | 楊亭洞                 |
| 楊亭第2洞 | 楊亭洞                 |
| 田浦第1洞 | 田浦洞                 |
| 田浦第2洞 | 田浦洞                 |
| 釜岩第1洞 | 釜岩洞                 |
| 釜岩第3洞 | 釜岩洞                 |
| 堂甘第1洞 | 釜岩洞、堂甘洞         |
| 堂甘第2洞 | 堂甘洞、伽倻洞         |
| 堂甘第4洞 | 釜岩洞、堂甘洞         |
| 伽倻第1洞 | 伽倻洞                 |
| 伽倻第2洞 | 伽倻洞                 |
| 開琴第1洞 | 開琴洞                 |
| 開琴第2洞 | 開琴洞                 |
| 開琴第3洞 | 開琴洞                 |
| 凡川第1洞 | 凡川洞                 |
| 凡川第2洞 | 凡川洞                 |

### 警察
- 釜山鎮警察署

### 消防
- 釜山鎮消防署
  - 釜田119安全センター
  - 伽倻119安全センター
  - 釜岩119安全センター
  - 堂甘119安全センター
- 東萊消防署
  - 楊亭119安全センター

## 施設
- オリニ大公園
- 釜山市立釜山市民図書館
- ロッテホテル釜山（朝鮮語版）

## 交通
- 韓国鉄道公社東海線
  - 凡一駅 - 釜田駅
- 韓国鉄道公社釜田線
  - 伽倻駅 - 釜田駅
- 韓国鉄道公社伽倻線
  - 伽倻駅 - 凡一駅
- 釜山都市鉄道1号線
  - 凡一駅[2] - ポムネゴル駅 - 西面駅 - 釜田駅 - 楊亭駅
- 釜山都市鉄道2号線
  - 田浦駅 - 西面駅 - 釜岩駅 - 伽倻駅 - 東義大駅 - 開琴駅